# Rudolf Weyr

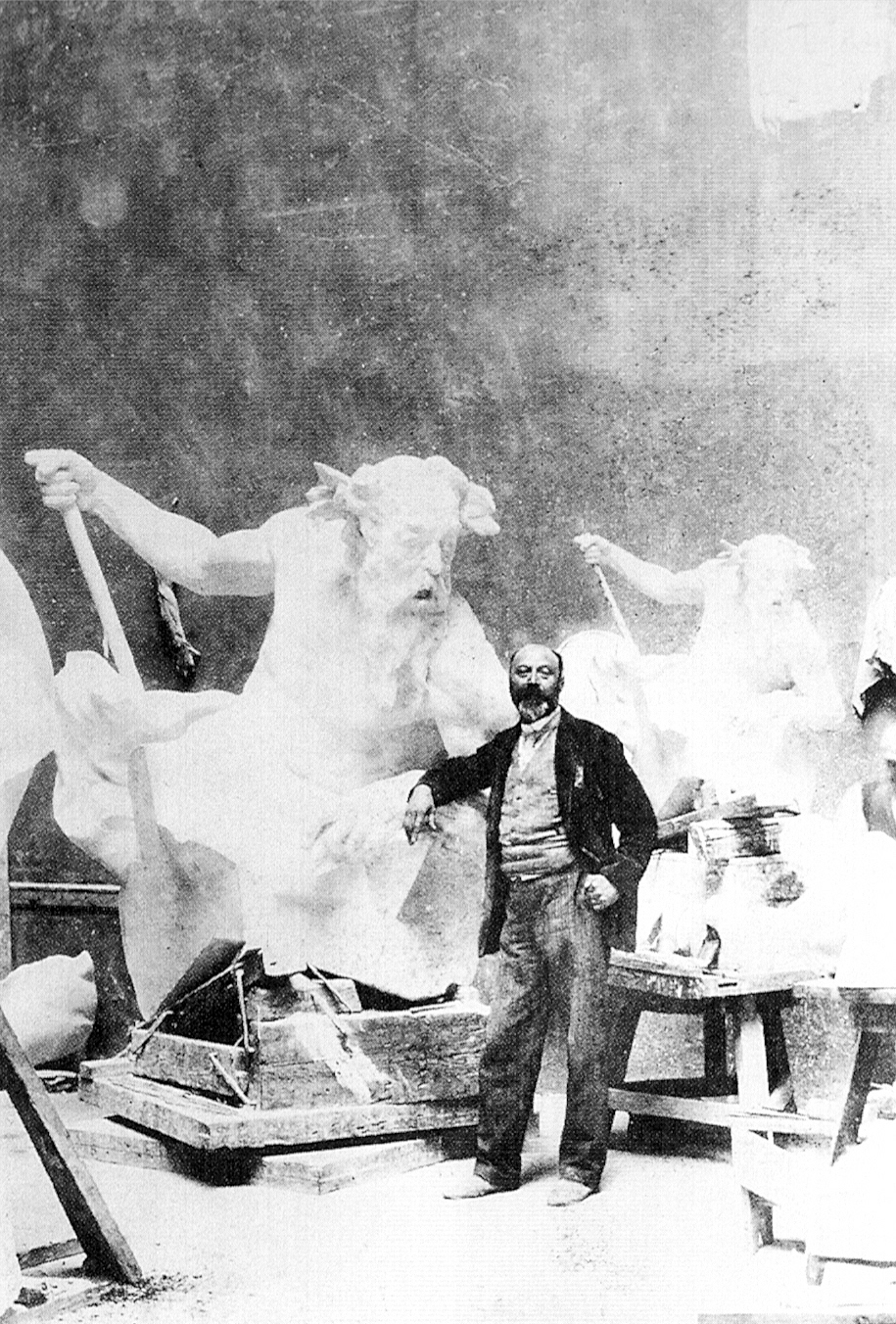
Rudolf Weyr en su taller con piezas para su fuente monumental "Die Macht zur See" (Fuerza sobre el Mar, 1894).

Rudolf Weyr (Viena, 22 de marzo de 1847-íb. 30 de octubre de 1914), desde el 14 de mayo de 1911, Rudolf Ritter von Weyr, fue un escultor austríaco en estilo neobarroco.

## Biografía
Estudió bajo la supervisión de Franz Bauer (1798-1872) y Josef Cesar (1814-1876) y fue empleado por este último durante muchos años. En 1875 fue contratado por Gottfried Semper y Carl von Hasenauer para asistirlos con sus trabajos en el Museo de Historia del Arte de Viena (Kunsthistorisches Museum) y en la Casa de los Artistas (Künstlerhaus Wien). En 1879, bajo la dirección de Hans Makart, diseñó arreglos de mesa y otras piezas decorativas para las bodas de plata del emperador. Desde finales de la década de 1880 trabajó en solitario y creó algunas de las más importantes figuras que adornan el Ringstraße.
En sus últimos años, Weyr sufrió de arteriosclerosis y murió de un fallo en el corazón inducido por una neumonía. Fue enterrado en el Cementerio Döbling.
En 1919, una calle en el Landstraße recibió el nombre de Weyrgasse en su honor.

## Principales obras
- 1884: Estatuas para la Hermesvilla.
- 1888: Figuras enjutas en las ventanas del Burgtheater.
- 1889: Memorial a Grillparzer en el Burggarten (con Carl Kundmann); Weyr creó los relieves representando la obra dramática de Grillparzer.
- 1890: Figuras en relieve de los patronos del museo en la cúpula del Museo de Historia del Arte de Viena.
- 1895: Fuente: "Die Macht zur See" (El Dominio del Mar) en el Michaelertrakt en el Palacio Imperial de Hofburg.
- 1895: Relieve de Vasil Levski en su Memorial en Sofía, Bulgaria.
- 1898: Memorial al emperador Francisco José en Schwechat.[5]
- 1905: Memorial a Hans Canon en el Stadtpark.
- 1907: Fuente en Děčín, República Checa.
- 1908: Memorial a Johannes Brahms en la Karlsplatz.
- 1909: Monumento fúnebre al cirujano pediátrico Josef Weinlechner en el Cementerio central de Viena.